# Santiago Lazcano
Santiago Lazcano Labaca (Régil, 8 de marzo de 1947 - 3 de febrero de 1985) fue un ciclista español. Es famoso, entre otras cosas, por su participación en la vuelta a Asturias en 1976.
Tras correr como juvenil, pasa al campo aficionado con el equipo Kas, que ascendió a Lazcano en 1969 a su grupo profesional. Permaneció en la escuadra del refresco hasta 1975, cuando pasó al Super Ser, donde corrió otros dos años.
Fue un corredor completo con dotes de escalador. Fue una de las principales figuras del ciclismo vasco en la década de 1970, formando parte de la potente escuadra Kas de la época. Sus triunfos fueron generalmente en pruebas de segundo orden, destacando sus actuaciones en la Volta a Cataluña y su triunfo de etapa en el Giro de Italia 1974.
En las Grandes Vueltas destacaron sus actuaciones en el Giro, donde fue 10.º en 1972, 5.º en 1973 y 16.º en 1974, año en el que ganó una etapa. En la Vuelta ciclista a España destaca su actuación de 1975, cuando fue 9.º En el Tour de Francia tuvo actuaciones mucho más discretas, siempre al servicio de su equipo. También participó en el Mundial de 1972.
En 1976 se retiró del ciclismo, pero siguió vinculado a este mundo como comentarista deportivo de Radio Euskadi y de la Euskal Telebista. Falleció en un accidente de moto el 3 de febrero de 1985 en San Sebastián. 

## Palmarés
1969
- Vuelta a los Valles Mineros, más 1 etapa

1971
- G.P.Caboalles
- Campeón de España por Regiones
- Gran Premio de la Montaña en la Volta a Cataluña

1972
- 1 etapa de la Vuelta a Levante
- G.P. Pascuas
- 1 etapa del Trofeo Antonio Blanco (Leganés)
- 1 etapa de la Volta a Cataluña
- Campeón de España por Regiones

1973
- Subida a Arrate
- GP Villafranca de Ordizia
- Campeonato de España de Montaña
- Prueba de Oiartzun

1974
- 1 etapa del Giro de Italia
- Campeón de España por Regiones

1975
- 1 etapa de la Midi Libre
- 2.º en el Campeonato de España de Montaña

1976
- Vuelta a Asturias

## Resultados en Grandes Vueltas y Campeonato del Mundo
Durante su carrera deportiva ha conseguido los siguientes puestos en las Grandes Vueltas y en los Campeonatos del Mundo en carretera:
| Carrera         | 1969 | 1970 | 1971 | 1972 | 1973 | 1974 | 1975 | 1976 |
| --------------- | ---- | ---- | ---- | ---- | ---- | ---- | ---- | ---- |
| Giro de Italia  | -    | -    | Ab.  | 10º  | 5º   | 16.º | -    | -    |
| Tour de Francia | 40.º | -    | -    | -    | 29.º | 20.º | Ab.  | 68.º |
| Vuelta a España | 41.º | -    | -    | 19.º | -    | 20.º | 9.º  | 22.º |
| Mundial en Ruta | -    | -    | -    | 15.º | -    | -    | -    | -    |

-: no participa

Ab.: abandono

## Equipos
- Kas (1969-1974)
- Super Ser (1975-1976)